# Мягкий, Виктор Иванович
Виктор Иванович Мягкий (28 сентября 1918, Киев — 30 июня 1982, Одесса) — советский украинский актёр театра и кино, театральный режиссер. Заслуженный деятель искусств УССР (1960).

## Биография
Родился в 1918 году в Киеве. Русский.
В Киеве проживал по улице Пушкинской, дом 19 кв. 12.
С 1938 года — актёр Киевского русского драматического театра, весной 1941 года окончил студию при этом театре (мастерская К. Хохлова).
С июля 1941 года — участник Великой Отечественной войны, с августа 1942-го по декабрь 1943-го служил на Северо-Кавказском фронте, на январь 1944 года — гвардии старший лейтенант, начальник артиллерии 198-го стрелкового полка 68-й гвардейской стрелковой дивизии на 1-м Украинском фронте, в марте 1944-го ранен, демобилизован осенью 1945 года в звании гвардии капитана.

Исключительный героизм, мужество и решительность проявил тов. Мягкий в районе боёв на подступах к городу ЛЬВОВ, где ураганным, разрушительным действием ведения огня под его непосредственным управлением подавлено большое число огневых точек противника…— из наградного листа на Орден Отечественной войны II степени
Награждён Орденом «Знак Почёта» (30.06.1951), Орденом Отечественной войны II степени (27.04.1944), медалями «За взятие Будапешта», «За освобождение Праги», «За победу над Германией».
После войны вернулся в Киевский русский драмтеатр, где служил актёром в течение 15 лет. Помимо исполнения ролей на сцене в 1956 году принял участие в постановке главным режиссёром театра Михаилом Романовым фильма-спектакля «Дети солнца».
В начале 1960-х переехал в Одессу, где занимал административный должности: с 1963 по 1971 год — директор Одесского украинского музыкально-драматического театра, затем директор Одесского цирка (1971—1978) и директор Одесского театра юного зрителя (1978—1982).
Одновременно снимался в кино, приняв участие в около 30 фильмах Одесской киностудии, в основном в эпизодичных, обычно даже не указываемых в титрах ролях, однако, также исполнил заметную роль в известном — лидере кинопроката ставшем затем культовым — фильме «Королева бензоколонки».
Умер в 1982 году в Одессе.

## Фильмография
- 1946 — Центр нападения — эпизод (нет в титрах)
- 1954 — Земля — капрал (нет в титрах)
- 1954 — Тревожная молодость — эпизод (нет в титрах)
- 1955 — Мать — шпик (нет в титрах)
- 1956 — Дети солнца — Борис Николаевич Чепурной
- 1956 — Когда поют соловьи — Александр Иванович, секретарь райкома
- 1956 — Кони не виноваты — Антоша
- 1957 — Борец и клоун — судья (нет в титрах)
- 1958 — Сашко — Ефим Аркадьевич, директор школы
- 1960 — Вдали от Родины — Карл Эверс
- 1960 — Обыкновенная история — эпизод
- 1961 — Артист из Кохановки — Левко Ярчук, отец Андрея
- 1962 — Королева бензоколонки — товарищ Борщ, дорожный начальник
- 1968 — День ангела — пассажир (нет в титрах)
- 1969 — Опасные гастроли — одесский коммерсант
- 1970 — Меж высоких хлебов — эпизод
- 1970 — Севастополь — капитан 2-го ранга Головизин
- 1970 — Чёртова дюжина — эпизод (нет в титрах)
- 1971 — Море нашей надежды — эпизод (нет в титрах)
- 1972 — Последний гайдук — эпизод (нет в титрах)
- 1975 — Воздухоплаватель — эпизод
- 1975 — Рассказ о простой вещи — эпизод
- 1976 — Волшебный круг — Кальвини
- 1976 — Город с утра до полуночи — Соколовский, академик
- 1976 — Никто вместо тебя / Nimeni în locul tău (Молдавия) — эпизод
- 1977 — Волшебный голос Джельсомино — эпизод
- 1978 — Квартет Гварнери — консул
- 1978 — По улицам комод водили — директор театра
- 1980 — Клоун — директор